# Cayo Trebonio
Cayo o Gayo Trebonio (en latín, Gaius Trebonius; m. 43 a. C.) fue un político y militar romano. Amigo de Julio César, se convirtió en uno de los cabecillas de la conspiración para asesinarle.

## Familia
Su padre era un miembro de la clase alta (eques), pero no ejerció ninguna magistratura, por lo tanto Trebonio era considerado un homo novus, uno de los muchos de los que se componía el círculo de César.

## Carrera pública
Comenzó su vida pública como un simpatizante del partido aristocrático. Entró en el Senado al ser elegido cuestor en 60 a. C. Ese año intentó evitar la adopción de Clodio por una familia plebeya, en contra del deseo de los triunviros.
Después cambió de bando y cuando fue elegido tribuno de la plebe en 55 a. C. fue un instrumento de los triunviros. Durante su tribunado, presentó la Lex Trebonia que otorgaba a Marco Licinio Craso y a Pompeyo (los dos componentes del primer triunvirato, junto con el patrón de Trebonio, César) el gobierno de Siria y las provincias ibéricas (Hispania Citerior e Hispania Ulterior) respectivamente durante un lustro. Cuando expiró su magistratura, se unió a César en la Galia y pasó junto a él cinco años como legado. Hábil general y soldado, César le menciona en elogiosos términos en sus escritos. Acompañó a César en su segunda expedición a Britania en 54 a. C. y participó en el exterminio de los eburones en venganza por la destrucción de la Legión XIV Gemina en la batalla de Atuatuca Tungrorum. 
En 49 a. C., cuando estalló la guerra civil entre César y Pompeyo, Trebonio se unió a su general y dirigió junto a Décimo Junio Bruto Albino el sitio de Massilia.
Cuando César derrotó a Pompeyo en la batalla de Farsalia, los hombres que le habían apoyado durante la contienda vieron recompensada su lealtad mediante nombramientos y ascensos en la carrera pública. Trebonio obtuvo la pretura urbana en 48 a. C. como un nombramiento personal de César y se opuso a su colega el pretor peregrino Marco Celio Rufo que quería obtener por la fuerza la derogación de la ley de César respecto al pago de deudas.
A finales de 47 a. C. obtuvo el gobierno propretorio de Hispania Ulterior, sustituyendo a Quinto Casio Longino, pero fue expulsado de la provincia por un motín de sus soldados que se decantaron por los pompeyanos.
No obstante este fracaso, César lo nombró cónsul suffectus en 45 a. C. y le prometió la provincia de Asia como procónsul. Sin embargo, esto no impidió que participara en el complot para asesinarle. Cuando César fue asesinado durante los idus de marzo, Trebonio entretuvo a Marco Antonio a la salida del Senado mientras los conspiradores apuñalaban al dictador. A pesar de que la condición de hombre nuevo de Trebonio habría impedido su acceso a cualquier magistratura sin la ayuda de César, parece ser que Trebonio fue uno de los cabecillas de la conspiración.
Trebonio no permaneció mucho tiempo en Roma después del asesinato de César: marchó a ejercer el gobierno proconsular de Asia en 44 a. C. Al año siguiente (43 a. C.) envió dinero a Marco Junio Bruto, el magnicida, que se encontraba en Macedonia, y a Cayo Casio Longino, que intentaba obtener la posesión de Siria; en este año se presentó en Esmirna (donde vivía Trebonio) Publio Cornelio Dolabela, al cual Marco Antonio le había concedido la provincia de Siria. Trebonio fue sorprendido mientras dormía y asesinado en su cama.